# Buff Bay
Buff Bay is een plaats aan de noordkust van Jamaica. In 2010 woonden er 2719 mensen. Ten zuiden van Buff Bay liggen de Blue Mountains, de hoogste bergketen van Jamaica.

Buff Bay is bereikbaar via de A4 en de B1. De A4 voert vanaf Kingston om de oostpunt van het eiland naar de noordkust, terwijl de B1 vanaf Kingston door de Blue Mountains naar Buff Bay leidt. Het dorp had een station aan de sinds 1978 niet meer in gebruik zijnde spoorlijn Bog Walk-Port Antonio.

## Geboren
- Ricardo Henning (2000), Duits-Jamaicaans voetballer

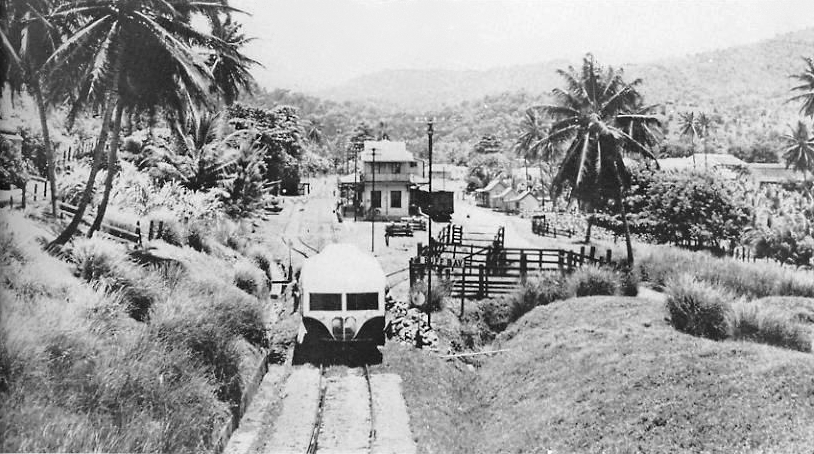
Het station van Buff Bay in 1960